# La Fenderie
La Fenderie is de naam van een historische watermolen op een aftakking van de Vesder (Bief du Vesdre) in de Belgische plaats Trooz, gelegen aan Rue de la Fenderie 2.
Deze bovenslagmolen fungeerde als ijzermolen.

## Geschiedenis
De molen is een voorbeeld van vroeg-industriële ontwikkeling, zoals die aan de oevers van de Vesder heeft plaatsgevonden. Ze werd gebouwd in 1585. Er vonden metaalbewerkingsactiviteiten plaats, zoals het verzagen van metaalplakken ten behoeve van de spijkersmeden en de vervaardigers van geweerlopen, het pletten van zink en dergelijke. Eeuwenlang hebben deze activiteiten er plaatsgevonden.
Uiteindelijk werd de aftakking gekanaliseerd en verdwenen de oude gebouwen. Ze werden vervangen door zinkwalserijen, doch dit bedrijf werd stilgelegd in 1969.
Het bovenslagrad bestaat niet meer, maar er is tegenwoordig een turbine geïnstalleerd die elektriciteit opwekt.
Het Kasteel La Fenderie vormde met deze molen een eenheid.